# Лыупыллу
Лы́упыллу (эст. Lõupõllu), до 1977 года Лы́опыллу (эст. Lõopõllu), в начале XX века Ле́опелло — деревня в волости Сааремаа уезда Сааремаа, Эстония.
До административной реформы местных самоуправлений Эстонии 2017 года входила в состав волости Торгу (упразднена).

## География и описание
Расположена в юго-западной части острова Сааремаа, на полуострове Сырве. Расстояние по шоссе до волостного и уездного центра — города Курессааре — 34 км. Высота над уровнем моря — 30 метров.
Климат умеренный. Официальный язык — эстонский. Почтовый индекс — 93245.

## Население
По данным переписи населения 2021 года, в Лыупыллу жителей не было.
По данным переписи населения 2011 года, в деревне проживали 2 человека, национальность неизвестна.
Численность населения деревни Лыупыллу по данным переписей населения:
| Год  | 1959 | 1970 | 2000 | 2011 | 2021 |
| ---- | ---- | ---- | ---- | ---- | ---- |
| Чел. | 26   | → 26 | ↘ 3  | ↘ 2  | ↘ 0  |

## История
В письменных источниках 1645 года упоминается Löpölde (деревня), 1811 года — Leopöllu. В 1977—1997 годах Лыопыллу была частью деревни Кауниспе. 

Советский памятник на братской могиле павших во II мировой войне в Лыупыллу. Демонтирован в 2023 году

В 1949 году на расположенной на территории  братской могиле советских воинов, павших во Второй мировой войне (исторический памятник 1997 до 2023 года), был установлен памятник, который в 1974 году, при реконструкции братской могилы, заменили на новый — скульптуру, в народе называемую «Скорбящая мать» (автор Эдгар Вийес). У подножия памятника были выбиты даты «1941—1944». В протоколе от 30 ноября 2022 года рабочая группа по советским памятникам при Госканцелярии Эстонии признала памятник «нейтральным монументом», т. е не подлежащим демонтажу. Однако по решению волостной управы, памятник был демонтирован весной 2023 года, а скульптура 15 мая 2023 года перевезена на территорию музея Сырве (см. Список советских военных памятников Эстонии).